# Инашвили, Авраам Ильич
Авраам Ильич Инашвили (1901, Российская империя — 1960) — звеньевой колхоза «Шрома» Лагодехского района Грузинской ССР, Герой Социалистического Труда (1948). В 1962 году лишён звания Героя Социалистического Труда. 

## Биография
Родился в 1901 году в грузинском селе в крестьянской семье. Грузин.
Участник Великой Отечественной войны. В первые послевоенные годы работал в колхозе «Шрома» Лагодехского района, который возглавлял Эраст Георгиевич Самаргвелиани. Трудился звеньевым табаководческого звена. В 1947 году его звено получило урожай кукурузы 70,35 центнера с гектара на площади 8 гектаров.
Указом Президиума Верховного Совета СССР от 21 февраля 1948 года за «получение высоких урожаев кукурузы в 1947 году» Инашвили Аврааму Ильичу присвоено звание Героя Социалистического Труда с вручением ордена Ленина и золотой медали «Серп и Молот».
Этим же Указом звание Героя Социалистического Труда получили председатель колхоза Эраст Георгиевич Самаргвелиани, труженики колхоза звеньевые Сергей Алексеевич Блиадзе, Хвтисо Ильич Бегиашвили, Иосиф Георгиевич Зурашвили, Этери Георгиевна Камаридзе, Тит Алексеевич Бутлиашвили, Вахтанг Николаевич Гоголадзе и Иосиф Георгиевич Шихашвили.
В последующие годы работал бригадиром в колхозе «Ленинис-Андердзи» в том же селе Шрома. Председателем этого колхоза был Георгий Виссарионович Натрошвили.
29 ноября 1956 года судебной коллегией по уголовным делам Верховного Суда Грузинской ССР осуждён по ст. 114 УК Грузинской ССР за хищение государственной собственности. Было установлено, что он в группе с другими колхозниками участвовал в организации приписок при сдаче табака, что дало возможность получить 100 % премии за перевыполнения плана в колхозную кассу, то есть не из личной заинтересованности. Приговорён к 10 годам лишения свободы. Колхозники обращались в прокуратуру и Президиум Верховного Совета Грузинской ССР с просьбой не лишать наград, но получили отказ.
Указом Президиума Верховного Совета СССР от 29 января 1962 года Инашвили Авраам Ильич лишён звания Героя Социалистического Труда и наград — ордена Ленина, золотой медали «Серп и Молот», медали «За оборону Кавказа».
В 1958 году был освобождён из мест заключения. Вернулся в село Шрома, работал в том же колхозе. Погиб в автокатастрофе в 1960 году.